# Rafael Trujillo
Pour les articles homonymes, voir Molina et Trujillo.
Rafael Leónidas Trujillo Molina, né le 24 octobre 1891 à San Cristóbal et mort le 30 mai 1961 à Ciudad Trujillo, est un militaire et homme d'État dominicain qui fut à deux reprises président de la République dominicaine (1930-1938 et 1942-1952). Dans les faits, de 1930 à sa mort en 1961, il exerce un pouvoir dictatorial et sans partage sur le pays.
Il rejoint la Garde nationale, entraînée par le corps des Marines des États-Unis, afin de maintenir l'ordre après l'occupation. Il monte rapidement en grade et renverse le président Horacio Vásquez en 1930. Après avoir imposé le Parti dominicain comme parti unique dans le pays, son anticommunisme et son conservatisme lui permettent de disposer du soutien des États-Unis, de l’Église, de l'armée et des classes aisées. Exaltant le nationalisme dominicain et la xénophobie envers les Haïtiens, son régime fait massacrer en octobre 1937 plusieurs milliers d'immigrants haïtiens.
Il instaure autour de sa personne un culte de la personnalité, se fait officiellement appeler « Son Excellence le généralissime docteur Rafael Leonidas Trujillo Molina, Honorable Président de la République, Bienfaiteur de la Patrie et Reconstructeur de l'Indépendance Financière », fait construire des milliers de statues à son effigie, rebaptise la capitale du pays Ciudad Trujillo et organise une grande fête nationale pour commémorer les 25 ans de son règne en 1955.
Il prend possession de plus du tiers des terres du pays et de 80 % des industries. À sa mort, sa fortune est estimée à 800 millions de dollars, ce qui fait de lui l'un des hommes les plus riches de son époque.
Fidèle soutien de la politique des États-Unis dans les Caraïbes, il est cependant impliqué dans la tentative d'assassinat du président vénézuélien Rómulo Betancourt. Ses liens avec les États-Unis se tendent alors et, en 1960, l'Organisation des États américains approuve à l'unanimité des sanctions et diverses démarches diplomatiques à l'égard de son régime. Il est assassiné par des militaires dominicains le 30 mai 1961 lors d'un déplacement automobile.

## Biographie

### Famille et premières années (1891-1916)
Rafaele Leonidas Trujillo Molina naît à San Cristóbal le 24 octobre 1891. Son père, José Trujillo Valdez, est un petit commerçant d'ascendance canarienne ; sa mère, Altagracia Julia Molina Chevalier, qui est plus tard surnommée Mamá Julia est la fille d'un paysan dominicain. Le grand-père maternel de cette dernière est un officier haïtien arrivé dans le pays lors de l'occupation haïtienne de la République dominicaine. Cette ascendance haïtienne de Trujillo est plus tard occultée le plus soigneusement possible par le dictateur, particulièrement à partir du massacre des Haïtiens de 1937.
Rafael Leónidas est le troisième de onze enfants ; certains de ses frères et sœurs joueront un rôle important pendant sa dictature. Son enfance se passe sans incident notable, mais son éducation est irrégulière et assez limitée. En 1897, il est inscrit à l'école à San Cristóbal et y suit une scolarité pendant quelques années. En 1907, il obtient un emploi de télégraphiste qu'il exerce durant trois ans. Cependant, il s'associe avec son jeune frère José Arismendi pour voler le courrier et falsifier des chèques. Ils sont découverts et, jugés coupables, emprisonnés pendant quelques mois.
Le 13 août 1913, Trujillo épouse Aminta Ledesma, une fille de bonne famille de sa ville natale. Ils ont deux filles : Genoveva qui nait en 1914 et meurt peu de temps après sa naissance, et Flor de Oro (1915-1978) qui est l'épouse de Porfirio Rubirosa de 1932 à 1938.
En 1916, il reprend ses activités délictueuses en s'associant à une bande nommée La 42, particulièrement crainte pour sa violence. Par la suite il s'éloigne de ses compagnons pour devenir garde dans les champs de cannes à sucre.

### La carrière militaire (1916-1930)
Le 18 décembre 1918, Trujillo intègre la Guardia Nacional qui est formée et entraînée par les Marines. Sa carrière militaire est brillante. Il est rapidement promu second lieutenant et prête serment le 11 janvier 1919. Il devient ainsi le quinzième des seize lieutenants qui existent à cette époque au sein de la Guardia Nacional. Il intègre l’armée avec un objectif d'ascension sociale : « Je vais entrer dans l’armée et je ne m’arrêterai pas avant d’être son chef ».
En 1921, il est admis dans une académie militaire fondée par l’armée d’occupation à Haina. Le 22 décembre de cette même année, il est désigné pour occuper la tête de la garnison de San Pedro de Macorís où il dirige la répression contre la guérilla des Gavilleros dans les provinces d'El Seibo et San Pedro de Macorís, qui se sont soulevés contre l’occupation américaine. Il est alors promu capitaine sans passer par le grade de premier lieutenant, fait irrégulier si l’on prend en compte le tableau d’avancement militaire, mais explicable en raison des « services » rendus par Rafael Leónidas à l’occupant américain. Il est muté au Cibao en 1922. Cette promotion est accompagnée par la réorganisation de la Garde nationale, qui devient la Police nationale dominicaine, au sein de laquelle il occupe peu de temps après le commandement de la 10e compagnie. C’est là aussi qu’il est loué pour ses services et, avant d’être nommé inspecteur du premier district militaire, il participe durant les mois de mai et août 1923 en tant qu’étudiant à l’école des officiers du département du Nord. Au début de 1924, il est nommé de façon temporaire au commandement de la garnison du département du Nord et, en septembre de la même année, reçoit sa nomination définitive au rang d’officier. Lorsque Horacio Vásquez triomphe lors des élections après le retrait des troupes d’occupation américaines, Trujillo reçoit la demande de demeurer à la tête de la Police nationale. Le 6 décembre de cette année, le président Vásquez le nomme lieutenant-colonel et chef de l’état-major. Il est très populaire parmi ses hommes et transforme la Police nationale en une véritable armée.
En 1924, Trujillo divorce de sa femme Aminta Ledesma (1886-1970), qui obtient la garde de leur fille Flor de Oro ainsi qu’une pension mensuelle de 100 pesos. En 1925, il se remarie avec Bienvenida Ricardo, jeune femme provenant d’une famille de notables de Monte Cristi, ce qui ne l’empêche pas de continuer ses aventures extraconjugales. Le couple traverse une crise sévère lorsque Trujillo tombe amoureux de celle qui deviendra sa troisième et dernière épouse, « la Españolita » María Martínez (1899-1989), issue d’une famille respectée mais pauvre. Amants à partir de 1927, ils ont trois enfants : Ramfis, Angelita (qui sera la mère de Ramfis Domínguez-Trujillo et Radhamés. Ramfis, né avant le mariage de ses parents, serait en réalité le fils du cubain Rafael Dominicis, précédent amant de Martinez.
Le 13 août 1927, Trujillo est nommé général de brigade, quatre jours avant la transformation de la Police nationale en Brigade nationale. « Sa constitution consécutive en tant qu’Armée nationale, conformément à la Loi numéro 928 du 17 mai 1928, compléta le chemin parcouru par Trujillo depuis le grade de second lieutenant jusqu’au grade de général de brigade et commandant en chef de l’Armée nationale – tout cela en moins de dix ans – en même temps qu’elle signalait son apparition comme figure notoire dans le panorama national ».

## L'ère Trujillo (1930-1961)

### Le coup d'État et l'arrivée au pouvoir (1930)

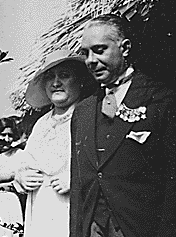
Rafael Leónidas Trujillo Molina et sa femme, le 7 mars 1934.

Le 23 février 1930, une rébellion contre le président Horacio Vásquez commence à Santiago de los Caballeros. Trujillo, chef d'état-major, reçoit l'ordre de l'arrêter alors que les rebelles marchent sur Saint-Domingue (ville). Mais au lieu de s'opposer à eux, il s'allie au contraire avec leur chef Rafael Estrella Ureña (en) pour envoyer Vásquez en exil et s'emparer du pouvoir. Le 26 février 1930, Rafael Estrella Ureña devient provisoirement président de la République dominicaine.
Ils procèdent alors à l’organisation des élections du 16 mai 1930, Trujillo se présente comme candidat à la présidence et Estrella à la vice-présidence. Cette candidature est appuyée par une bonne partie des élites du pays. Les autres candidats, Federico Velázquez à la présidence et Ángel Morales à la vice-présidence renoncent à aller jusqu'au bout, menacés de mort par les paramilitaires de La 42 dirigée par Miguel Ángel Paulin. La campagne électorale est conduite dans un climat de terreur. Les membres de la commission électorale centrale sont forcés à démissionner le 7 mai pour être remplacés par des fidèles de Trujillo. Le 24 mai 1930, Rafael Leonidas Trujillo Molina est proclamé président de la République dominicaine avec 95 % des voix.

### Premier mandat (1930-1938)
Trois semaines après son investiture, l'ouragan San Zenon (en) frappe Saint-Domingue et fait 3 000 morts. Avec les dons de la Croix-Rouge américaine, Trujillo reconstruit la ville. Le 16 août 1931, pour le premier anniversaire de son investiture, Trujillo fait du Parti dominicain le seul parti autorisé en République dominicaine.
En 1934, Trujillo est réélu face à une opposition totalement laminée. En 1936, il fait renommer Santo-Domingo en Ciudad Trujillo et la province de San Cristóbal est rebaptisée Trujillo ; enfin, le Pico Duarte, plus haute montagne de la Caraïbe nommée ainsi en l'honneur du père de la patrie dominicaine Juan Pablo Duarte est rebaptisé Pico Trujillo. De nombreuses statues sont élevées en l'honneur du Jefe, les églises doivent proclamer : Dios en cielo, Trujillo en tierra ((es) : Dieu au Ciel, Trujillo sur Terre). En 1937, il divorce de Ricardo et épouse enfin Martinez.
Le 2 octobre 1937, Trujillo ordonne le massacre des Haïtiens, connu sous le nom de Massacre du Persil, à l'ouest de la République dominicaine. De 15 000 à 30 000 Haïtiens travaillant dans les champs de cannes sont tués, pour beaucoup d'entre eux à la machette. La frontière entre Haïti et la République dominicaine est fermée et un filtrage des Haïtiens est instauré. Le régime tente de justifier cette atrocité arguant du prétexte de la peur des infiltrations ; en réalité Trujillo croit que le gouvernement haïtien de Sténio Vincent coopère avec des Dominicains en exil pour le renverser. Après des pressions des États-Unis, Trujillo accepte d'indemniser Haïti.
En 1938, lors de la conférence d'Évian, Trujillo propose aux Juifs fuyant les persécutions nazies de se réfugier en République dominicaine : il se déclare près à accueillir 100 000 d'entre eux. Entre 1940 et 1945, 5 000 visas dominicains furent émis à destination des Juifs persécutés, mais seul 645 d'entre eux vinrent réellement en République dominicaine. Trujillo les installa dans la ville de Sosúa avec le soutien financier du Joint. Trujillo cherchait vraisemblablement à effacer l'image du Massacre du Persil dans l'opinion américaine et aussi à "blanchir" la population dominicaine.
Après la guerre civile espagnole, Trujillo permet aussi à des réfugiés et exilés de la guerre d'Espagne de s’installer dans le pays, même s’il maintient par ailleurs de bonnes relations avec Francisco Franco, pour lequel il éprouve de l’admiration et qu’il essaye d’imiter dans son faste militariste[réf. nécessaire].
En 1938, Trujillo renonce à se présenter à nouveau à l'élection présidentielle. Le Parti dominicain choisit alors Jacinto Peynado (en) son vice-président âgé de 71 ans comme candidat. L'élection du candidat trujilliste fut une formalité, mais Trujillo reste le Généralissime et garde la réalité du pouvoir.

#### Débuts d'une immense fortune
La présidence permet à Trujillo de convertir une bonne partie du pays en sa propriété. Il utilise la méthode d’acquisition de propriétés, établissements et commerces lucratifs à des prix très bas, ce qui explique la peur des secteurs de la classe aisée et des investisseurs lorsque Trujillo s’intéresse à l’une de leurs propriétés. Trujillo avait de nombreuses possessions. En 1931, il s’approprie la production et la vente de sel, ce qui lui fait gagner environ 400 000 pesos nets par an, il ajoute rapidement le commerce de la viande qui lui rapporte plus de 500 000 pesos par an. Il interdit l’importation de riz et permet seulement la consommation de riz créole que distribue une de ses nombreuses entreprises personnelles. Enfin, au cours de son règne, Trujillo va contrôler plus ou moins directement de nombreuses entreprises : Centrale laitière, Compagnie anonyme du tabac, Fabrique dominicaine de chaussures, Peintures dominicaines, Engins Porvenir, Ozama, Amistad, Monte Llano, Barahona, Consuelo, Quisqueya, Boca Chica, Las Pajas, Santa Fe, Catarey et Río Haina, Les assurances San Rafael, la fabrique de liqueurs La Altagracia, etc.

### Présidences de Jacinto Peynado et Manuel de Jesús Troncoso (1938-1942)

#### Traité Hull-Trujillo
Le 24 septembre 1940, Trujillo signe avec le Secrétaire d'État des États-Unis, Cordell Hull, un traité réglant le problème des dettes de la République dominicaine envers les États-Unis et mettant fin au contrôle de ces derniers sur les finances et les douanes dominicaines qu'ils administraient depuis 1905.

#### Participation à la Seconde Guerre mondiale
Le régime de Trujillo est farouchement anticommuniste, mais aussi très lié aux États-Unis, ce qui explique que durant la Seconde Guerre mondiale, la République dominicaine participa à la coalition des Alliés contre les forces de l'Axe. Elle déclare la guerre au Japon et à l'Allemagne le 11 décembre 1941, mais ne participa pas aux opérations militaires. Cette participation formelle lui permit cependant d'assister à la Conférence de San Francisco et d'être ainsi un des membres fondateurs de l'Organisation des Nations unies.

### Le second mandat (1942-1952)
En février 1942, Trujillo est de nouveau candidat à la présidence de la République dominicaine à la tête d'une coalition rassemblant le Parti dominicain et d'autres organisations récemment créées pour former le « Parti trujilliste » ((es) : Partido Trujillista). Le 16 mai 1942 il est réélu par plus de 600 000 Dominicains.

#### Crise sucrière de 1946
À la fin de 1945, la crise dans les usines sucrières s'aiguise à cause de l'inflation qui érode considérablement le pouvoir d'achat des ouvriers sucriers. Trujillo envoie l'armée pour réprimer les ouvriers en grève qui restaient chez eux pour protester. Les ouvriers capturés sont condamnés pour vagabondage, enfermés et condamnés au travail forcé dans les usines sucrières.
En janvier 1946, un groupe de manifestants ouvriers appelé « Fédération locale du travail » ((es) : Federación Local del Trabajo) fondé par Mauricio Báez (es) lance une grève qui dure plus d'une semaine. Le Régime finit par céder sur certaines de leurs revendications, mais les dirigeants du mouvement sont persécutés, assassinés ou bien contraints à l'exil.

#### Élection de 1947
En mai 1947, la réélection de Trujillo se joue avec un multipartisme de façade. Face à Trujillo soutenu par le Parti dominicain, se présentent aussi Rafael Espaillat soutenu par le Parti national travailliste ((es) : Partido Nacional Laborista) et Francisco Pratts Ramìrez soutenu par le Parti national démocratique ((es) : Partido Nacional democrático). Néanmoins, l'élection est gagnée par Trujillo avec plus de 90 % des voix.

### Présidences d'Héctor Trujillo et Joaquín Balaguer (1952-1962)

#### Derniers voyages hors du pays
Le 5 décembre 1952 Trujillo voyage aux États-Unis, où il reste trois mois et quinze jours, en tant qu’ambassadeur plénipotentiaire devant l'Organisation des États américains (OEA).

#### Tournée européenne de 1954
Le 2 juin 1954, à bord du transatlantique Antillas, il arrive au port de Vigo, en Galice, à partir duquel il initie un long voyage en Espagne et en Italie, où il est reçu avec les honneurs militaires lors d’une cérémonie menée par le ministre des Affaires étrangères espagnol, Alberto Martín-Artajo et d’autres fonctionnaires du gouvernement espagnol. Le jour suivant, il voyage en train jusqu’à Madrid pour être reçu quelques heures plus tard dans la gare du Nord par Francisco Franco et son épouse Carmen Polo ainsi que quelques hauts fonctionnaires de son gouvernement, le corps diplomatique et des représentants de différents secteurs de la société espagnole. Depuis la gare, Trujillo et Franco se promènent dans les rues de Madrid, escortés par la Guardia Mora (es), jusqu’au lieu où il est logé, le palais de La Moncloa. Franco et Trujillo partagent des caractéristiques dans leurs gouvernements respectifs et sont considérés comme des héros de l’anticommunisme à cette époque.
Le 15 juin 1954, Trujillo arrive au port de Naples. De là, il continue avec son cortège jusqu’au Vatican, où il signe le concordat. Le 16 juin, après la signature du concordat, le pape Pie XII le reçoit en audience privée et lui accorde la Grande Croix de l’Ordre de Pie IX. Pendant ce voyage, Trujillo est accompagné par Joaquín Balaguer, Anselmo Paulino Álvarez (es), Virgilio Trujillo et Atilano Vicini, entre autres.

#### Trujillo et François Duvalier
Le 22 décembre 1958, à la frontière dominico-haïtienne entre Jimaní et Malpasse, Trujillo et le dictateur haïtien François Duvalier signent un accord de protection mutuelle. L’accord établit, entre autres choses, qu’aucun des deux gouvernements ne permettra dans son territoire respectif des activités subversives contre l’un d’eux, ni que les exilés politiques réalisent de la propagande systématique incitant à l’usage de la violence contre leurs États.

#### Attentats contreRómulo Betancourtet lessœurs Mirabal
Le président vénézuélien Rómulo Betancourt s'était rapproché de démocrates dominicains, opposés à Trujillo. Ce dernier développe une haine de plus en plus féroce envers Betancourt et soutient à son tour des opposants de celui-ci. Ces complots sont dénoncés par le Venezuela devant l'Organisation des États américains (OEA), ce qui rend furieux Trujillo. Celui-ci ordonne à ses agents à l'étranger de tuer Betancourt. Le 24 juin 1960 une bombe explose dans la voiture du président vénézuélien, qui survit à ses blessures bien que grièvement blessé. Les États membres de l'OEA décident alors de suspendre leurs relations économiques avec la République dominicaine. La même année, l’assassinat le 25 novembre 1960 des trois sœurs Mirabal, opposantes du régime, dégrade encore plus son image, et les liens forts avec les États-Unis que Trujillo revendique deviennent de plus en plus un embarras pour ceux-ci.

### Fin de l’ère Trujillo (1961-1962)
Quand John F. Kennedy arrive à la présidence des États-Unis le vendredi 20 janvier 1961, les plans de la CIA pour renverser Trujillo sont déjà en marche. Malgré tout, le président Kennedy envoie le diplomate Robert Murphy pour qu’il s’entretienne avec le dictateur et le persuade de se retirer pacifiquement du pouvoir. Murphy arrive à Santo Domingo le samedi 15 avril 1961 : il est le quatrième et dernier émissaire du gouvernement des États-Unis, qui tente de convaincre Trujillo de se retirer dans les meilleures conditions, mais celui-ci reste ferme sur ses positions : « ¡A mí sólo me sacan en camilla » (« Moi, on ne me fera sortir que sur un brancard »).
Bien que le gouvernement des États-Unis ait initialement offert son aide en armes et logistique à ceux qui cherchent à mettre fin à la dictature, il décide finalement de retirer son offre, ce qui laisse le soin de la préparation du coup aux organisateurs seuls. Même si le plan met fin à la vie de Trujillo, il risque d'entrainer la mort de presque toutes les personnes impliquées, étant donné l'absence de soutien international.
Le mardi 30 mai 1961, sur la route de Santo Domingo à San Cristóbal, la Chevrolet Bel Air dans laquelle voyageait Trujillo est mitraillée dans une embuscade et reçoit plus de soixante impacts de balles de divers calibres, parmi lesquels sept terminent dans le corps du dictateur, provoquant sa mort. Son chauffeur, Zacarías de la Cruz, reçoit lui aussi plusieurs balles, mais il ne meurt pas, même si les « justiciers » (c’est le terme utilisé, une fois la démocratie revenue, pour désigner les personnes ayant participé à l’embuscade) le croient mort.
Les armes fournies par la CIA ont été préalablement cachées par Simon Thomas Stocker, citoyen américain, contacté par la CIA sous le nom de code « Hector » et résidant en République dominicaine depuis 1942. Stocker refusa la rémunération de la CIA pour ses efforts, alléguant sa conviction morale. Les armes furent cachées pendant plus de deux mois dans une petite armoire située dans son étude, au sein de sa résidence privée, proche de l’avenue principale Máximo Gómez.
Certains[Qui ?] estiment que les armes ne sont jamais arrivées dans les mains des organisateurs de l’embuscade contre le dictateur en raison du supposé défaut d’une autorisation explicite de la CIA pour leur livraison. Certains analystes[Qui ?] mentionnent que l’intérêt des États-Unis pour en finir avec Trujillo était dû au fait que la répression de son gouvernement pouvait mener à une révolution en République dominicaine, de la même façon que la révolution cubaine avait été la conséquence de la répression du dictateur Fulgencio Batista.

#### Circonstances de la mort de Trujillo
Les participants à l'attentat sont Eric Pérez Herrand, Huáscar Tejeda (es), Luis Amiama Tió (es), Antonio Imbert Barrera (en), Antonio de la Maza (en), Roberto Pastoriza Neret, Pedro Livio Cedeño Herrera et Amado García Guerrero. Ils mirent au courant les autres personnes impliquées dans la conspiration que le dictateur sortirait cette nuit pour aller à San Cristóbal.
- Le premier coup de feu contre Trujillo, qui fut un tir de fusil de chasse, partit quand la voiture que conduit Antonio Imbert (et dans laquelle se trouvaient Antonio de la Maza, Salvador Estrella Sadhalá et le lieutenant Amado García Guerrero) se trouve alors derrière celle de Trujillo et non, comme le déclarent trois des participants (Antonio Imbert, Huáscar Tejeda et Salvador Estrella Sadhalá), quand les deux voitures étaient à la même hauteur. Ce premier coup blessa le dictateur. D’autres versions nous permettent de savoir que c’est Antonio de la Maza qui tire ce premier coup de feu, depuis le siège avant droit du véhicule.
- Zacarías suggère à Trujillo de quitter le lieu, mais le dictateur insiste pour qu’il s’arrête afin de se battre. Salvador Estrella Sadhalá, une fois prisonnier, déclara que Trujillo a ordonné « Párate a pelear » (« Arrête-toi pour qu’on se batte »).
- Depuis le véhicule, et pendant qu’ils dépassent la voiture du dictateur, les quatre agresseurs tirent avec un fusil M1. Certaines balles ont pu toucher Trujillo. Une autre version nous permet de savoir que c’est Amado García Guerrero qui tire, depuis le siège arrière droit.
- Comme Trujillo a ordonné que la voiture s’arrête, le véhicule conduit par Imbert les dépasse, et il doit freiner et faire marche arrière. Le véhicule des agresseurs tourne alors et bloque le côté droit de l’autoroute. Zacarías tente de faire demi-tour en direction de Ciudad Trujillo, mais il ne le fait pas car Trujillo, blessé, opte pour descendre de la voiture et se battre, sans la protection de l’intérieur du véhicule. Cette version concorde avec la déclaration de Huáscar Tejeda qu’il a faite lorsqu’il fut en prison.
- La seule arme qu’utilise Trujillo est un petit revolver 38 de poche.
- Zacarías prévient Trujillo qu’il est lui aussi blessé. Comme son véhicule s'est déjà arrêté, il peut tirer avec un fusil M-1. Le dictateur, une fois sorti de la voiture, peut lui aussi tirer avec son revolver, avançant de trois ou quatre mètres depuis l’avant de sa voiture, se déplaçant à découvert vers les véhicules qui l’attaquent. Soudain il s’étale de tout son long, inerte, sans doute déjà mort.
- Zacarías, seul, continue à tirer, d’abord avec son M-1 puis avec une mitraillette Luger. Il voit qu’un des agresseurs s’avance vers le corps de Trujillo, ce qui lui procure l’occasion de lui tirer dessus et de le blesser. Sur les quatre personnes présentes dans la voiture des agresseurs, trois sont légèrement blessés : Amado García Guerrero, Salvador Estrella Sadhalá et Antonio Imbert.
- Lorsque les tirs à l’encontre de Zacarías se calment, il sort du véhicule pour chercher une mitraillette qui se trouve sur le siège derrière. C’est à ce moment qu’il est blessé par un tir à la tête et qu’il s’évanouit. Il reçoit au total neuf balles. S’il l’on en croit sa version des faits, les attaquants ne le voient ni ne l’achèvent quand ils s’approchent du véhicule ; il semble plutôt qu’il se soit caché dans une propriété qui longeait alors l’autoroute.
- Zacarías ne fait pas mention de l’arrivée du second véhicule, conduit par Huáscar Tejeda, et dans lequel se trouvent Pedro Livrio Cedeño et Fifí Pastoriza. Il s’est sans doute évanoui auparavant, ce qui induit que la grave blessure subie par Pedro Livio est sans doute causée par un de ses compagnons. Luis Savaldor Estrella, dans son livre, probablement à partir des faits racontés par Salvador Estrella Sadhalá cette nuit du 30 mai, affirme que le second véhicule arrive après la mort de Trujillo et que Salvador est celui qui, par erreur, blesse Pedro Livio, qui est en effet blessé par un pistolet 38.

Cette version des faits diffère sensiblement de celle racontée par Antonio Imbert à la presse, mais aussi de celle de Huáscar Tejeda, Pedro Livio Cedeño, Roberto Pastoriza et Salvador Estrella Sadhalá, lors de leur interrogatoire après avoir été détenus, et celle de leurs amis en prison, avant d’être assassinés en novembre 1961.
Plusieurs heures après la mort de Rafael Leónidas Trujillo Molina, son fils Ramfis, qui se trouve à Paris, loue un avion Air France et rentre à Santo Domingo aux premières heures du mercredi 31 mai, se positionnant immédiatement à la tête de la situation et se convertissant en l’homme fort de la situation. Le Service d’intelligence militaire (en) (SIM) et tous les services de sécurité de l’État réalisent de larges rafles dans tous les secteurs de la ville, à la recherche des participants.

#### Funérailles
Les obsèques ont lieu le 2 juin 1961 au Palais national. Des milliers de personnes de toutes les couches sociales défilent devant le cercueil qui contient les restes de Trujillo, « l’homme qui avait été semé dans leurs esprits comme leur protecteur et leur guide, l’homme qui apparemment pouvait tout faire, était mort ».
Le cortège funèbre part du Palais national pour arriver à San Cristóbal, où il reçoit une sépulture chrétienne dans l’église de sa ville natale, comme il l’a exprimé dans ses dernières volontés. Après la messe, où tous les péchés du défunt lui sont pardonnés, le Dr Joaquín Balaguer procède à la lecture d’un panégyrique de circonstance. Dans une des parties du discours, il déclare : « Le moment est donc propice pour que nous jurions sur ces reliques armées que nous défendrons sa mémoire et que nous serons fidèles à ses consignes maintenant l’unité. Cher Jefe [c’est ainsi que Trujillo était surnommé par la majorité de ses partisans], à bientôt. Tes fils spirituels, vétérans des campagnes que tu as livrées pendant plus de trente ans, nous regarderons ton tombeau comme un symbole de droiture et nous n’omettrons aucun moyen pour empêcher que s’éteigne la flamme que tu as allumée sur les autels de la République et dans l’âme de tous les dominicains ». Une fois les cérémonies terminées, son cadavre est transféré au panthéon spécial qu’il avait fait construire quand il était en vie, sous le principal autel de l’église.
À la suite des changements politiques qui suivent sa mort, le corps est exhumé et réinhumé plusieurs fois par sa veuve : aux États-Unis, puis en France (au cimetière du Père-Lachaise) et enfin, après un imbroglio judiciaire amenant la confiscation de la concession française, en Espagne au cimetière de Mingorrubio.

#### La transition vers la démocratie
Après la mort de Trujillo, le pays passe sous la direction du Dr Joaquín Balaguer, Président constitutionnel de la République, et du général Rafael Leónidas Trujillo Martínez, « Ramfis », fils du dictateur et chef de l’État-Major conjoint des Forces armées. Afin d’observer la situation des droits de l’homme et la transition, une sous-commission de l’OEA présidée par l’ambassadeur colombien Augusto Arango et composée de douze autres personnes arrive dans le pays, le 7 juin 1961. Arango s’entretient avec Ramfis, et Balaguer annonce la tenue d’élections libres en 1962, offrant des garanties aux exilés politiques pour qu’ils puissent rentrer au pays et reprendre leurs activités politiques.
Après plusieurs tentatives de la part de la famille de Trujillo pour prendre le pouvoir, et après le coup d’État réussi du commandant de l’armée de l’air, le général Pedro Rodríguez Echavarria, qui renverse le nouveau président, Joaquín Balaguer, un Conseil d'État commence un processus d’ouverture politique, qui culmine par la célébration d’élections libres, le 20 décembre 1962, les premières élections depuis 1930 dans lesquelles les partis politiques jouent un rôle significatif. Les "comices" donnent la victoire au Parti révolutionnaire dominicain ; son candidat, Juan Bosch, obtient 59,5 % des suffrages.

## Critiques

### Les droits de l’homme
Ainsi que l’exprime Jesús Galíndez, exilé basque, professeur universitaire et victime de la dictature, le régime de Trujillo « n’était pas une des tyrannies du passé, à l’ancienne mode », mais faisait mine de respecter les accords internationaux et les lois nationales.
Ainsi, pendant 31 ans, toutes les strates de l'État semblent fonctionner sans aucun type de « violation » alors que personne n'est à l'abri des crimes du régime. Seulement, les tortures ou les morts sont effacées et déguisées en accident, ou bien les auteurs supposés de ces dérives emprisonnés. Plus de 30 000 personnes meurent de la répression et le même nombre s’exile pour ne pas subir le même sort.

## Filmographie ayant trait à la biographie de Trujillo
| Année | Film                                     | Réalisateur     | Acteur             |
| ----- | ---------------------------------------- | --------------- | ------------------ |
| 2006  | La Fiesta del chivo                      | Luis Llosa      | Tomás Milián       |
| 2001  | In the Time of the Butterflies (en) (TV) | Mariano Barroso | Edward James Olmos |